# Янгето
Янгето — река в Красноярском крае России.

## Общая информация
Протекает по территории Эвенкийского района. Исток находится в гористой местности к югу от плато Путорана на высоте более 407 м над уровнем моря. В верховьях и в среднем течении течёт на юго-восток, после впадения реки Дагалдын направление меняется на восточное. Преимущественно протекает по лиственнично-берёзовому редколесью. Впадает в реку Виви в 137 км от её устья по правому берегу на высоте 145 м над уровнем моря. Ширина в нижнем течении — 53-112 м при глубине 0,8-1,0 м; скорость течения в низовьях — 0,5 м/с. 
Длина реки составляет 137 км, площадь водосборного бассейна — 3240 км². Населённых пунктов на реке нет.
Основной приток — река Дагалдын (правый).

## Данные водного реестра
По данным государственного водного реестра России и геоинформационной системы водохозяйственного районирования территории РФ, подготовленной Федеральным агентством водных ресурсов:
- Бассейновый округ — Енисейский
- Речной бассейн — Енисей
- Речной подбассейн — Нижняя Тунгуска
- Водохозяйственный участок — Нижняя Тунгуска от в/п посёлка Тура до в/п посёлка Учами
- Код водного объекта — 17010700312116100084003